# Аарон Діректор
Аарон Діректор (нар. 21 вересня 1901 — пом. 11 вересень 2004) — професор Юридичної школи університету Чикаго, який грав центральну роль в розвитку галузі права і економіки і професор Чиказької школи економіки. Разом зі своїм побратимом, лауреатом Нобелівської премії Мілтоном Фрідманом, Діректор вплинув на деяких юристів нового покоління, серед яких Роберт Борк, Річард Познер, Антонін Скалія та головний суддя Вільям Ренквіст.

## Раннє життя
Діректор народився 21 вересня 1901 року в Старому Чорторийську, Волинського намісництва, Російської імперія (нині в Україні). У 1913 році він із сім'єю іммігрував до США та оселився у Портленді, штат Орегон. У Портленді Діректор відвідував Лінкольнську середню школу, де редагував щорічник. Потім він переїхав на схід, щоб відвідувати Єльський університет у штаті Коннектикут, де також навчався його друг, художник Марка Ротко. Закінчив університет 1924 року після трьох років навчання. У 1926 році він повернувся до Портленда, де його прийняли на роботу викладати в Портлендському трудовому коледжі. Як радикала, його запросили до комуністів і до спілки Індустріальні робітники світу, яка створила тертя з профспілками AFL (Американська федерація праці), які спонсорувалися Портлендським трудовомим коледжем. Через два роки він поїхав до Чикаго, де його радикалізм змінився на довічну консервативну ідеологію. Його сестра, економіст Роуз Фрідман Діректор (1911—2009), вийшла заміж за Мілтона Фрідмана (1912—2006) у 1938 році. Під час Другої світової війни він обіймав посади у Військовому департаменті та Департаменті торгівлі.

## Академічне життя
Нобелівський лауреат австрійський економіст і політичний теоретик Фрідріх Хайек, який тоді був професором економіки в Чикаго; був близький до Діректора. Вони зустрілися в Англії, і Діректор переконав Університет Чикаго Пресс опублікувати роботу Хайєка «Дорога до кріпосного права». Хайек активно просував Діректора за сприяння фінансуванню та налагодження програми «Право та суспільство» в Юридичній школі. Хайек переконав Фонд Волкера, заснованого у місті Канзас, забезпечити фінансування.
У 1958 році Діректор заснував Журнал права та економіки, який він спільно редагував з Нобелівським лауреатом Рональдом Коузом. Така співпраця допомогла об'єднати сфери права та економіки з далекосяжним впливом. У 1962 році Рональд Коуз допоміг створити Комітет вільного суспільства.
У 1946 році Діректор був призначений на юридичний факультет Чиказького університету, де розпочалося його півстоліття інтелектуальної продуктивності, попри його небажання публікуватися все ж залишилося його кілька творів. Діректор викладав антимонопольні курси в юридичній школі разом з Едвардом Леві, який згодом був деканом юридичної школи Чикаго, президентом Чиказького університету та генеральним прокурором США в адміністрації Джеральда Форда.
Після звільнення з юридичної школи університету в Чикаго в 1965 році Діректор переїхав до Каліфорнії і зайняв посаду в Інституті Гувера Стенфордського університету. Помер Діректор 11 вересня 2004 року в своєму будинку в Лос-Альтос-Гілс, штат Каліфорнія, недоживши десяти днів до свого 103-го дня народження.

## Дивитися також
- Марк Ротко
- Закон Діректора